# Serra Pedace
Serra Pedace es una localidad italiana de la provincia de Cosenza, región de Calabria, con 1.027 habitantes.

## Evolución demográfica
| Gráfica de evolución demográfica de Serra Pedace entre 1861 y 2001 |
|                                                                    |
| Fuente ISTAT - Elaboración gráfica por parte de Wikipedia          |